# Gnophos praeacutaria
Gnophos praeacutaria là một loài bướm đêm trong họ Geometridae.